# Montcornet (Aisne)
Montcornet és un municipi francès situat al departament de l'Aisne i a la regió dels Alts de França. L'any 2007 tenia 1.644 habitants.

## Demografia

### Població
El 2007 la població de fet de Montcornet era de 1.644 persones. Hi havia 633 famílies de les quals 167 eren unipersonals (72 homes vivint sols i 95 dones vivint soles), 167 parelles sense fills, 231 parelles amb fills i 68 famílies monoparentals amb fills.
La població ha evolucionat segons el següent gràfic:
Habitants censats

### Habitatges
El 2007 hi havia 718 habitatges, 647 eren l'habitatge principal de la família, 24 eren segones residències i 47 estaven desocupats. 533 eren cases i 180 eren apartaments. Dels 647 habitatges principals, 366 estaven ocupats pels seus propietaris, 260 estaven llogats i ocupats pels llogaters i 21 estaven cedits a títol gratuït; 6 tenien una cambra, 37 en tenien dues, 126 en tenien tres, 201 en tenien quatre i 277 en tenien cinc o més. 333 habitatges disposaven pel capbaix d'una plaça de pàrquing. A 343 habitatges hi havia un automòbil i a 149 n'hi havia dos o més.

### Piràmide de població
La piràmide de població per edats i sexe el 2009 era:
| Homes | Edats   | Dones |
| ----- | ------- | ----- |
| 0     | 95 o +  | 0     |
| 0     | 90 a 94 | 4     |
| 8     | 85 a 89 | 12    |
| 4     | 80 a 84 | 4     |
| 12    | 75 a 79 | 32    |
| 52    | 70 a 74 | 56    |
| 32    | 65 a 69 | 44    |
| 20    | 60 a 64 | 24    |
| 12    | 55 a 59 | 20    |
| 64    | 50 a 54 | 52    |
| 48    | 45 a 49 | 36    |
| 68    | 40 a 44 | 76    |
| 80    | 35 a 39 | 76    |
| 64    | 30 a 34 | 52    |
| 76    | 25 a 29 | 48    |
| 44    | 20 a 24 | 48    |
| 96    | 15 a 19 | 52    |
| 56    | 10 a 14 | 68    |
| 52    | 5 a 9   | 72    |
| 48    | 0 a 4   | 64    |

## Economia
El 2007 la població en edat de treballar era de 1.055 persones, 712 eren actives i 343 eren inactives. De les 712 persones actives 567 estaven ocupades (347 homes i 220 dones) i 147 estaven aturades (72 homes i 75 dones). De les 343 persones inactives 78 estaven jubilades, 94 estaven estudiant i 171 estaven classificades com a «altres inactius».

### Ingressos
El 2009 a Montcornet hi havia 632 unitats fiscals que integraven 1.540 persones, la mediana anual d'ingressos fiscals per persona era de 12.559 €.

### Activitats econòmiques
Dels 95 establiments que hi havia el 2007, 1 era d'una empresa extractiva, 5 d'empreses alimentàries, 2 d'empreses de fabricació de material elèctric, 3 d'empreses de fabricació d'altres productes industrials, 9 d'empreses de construcció, 28 d'empreses de comerç i reparació d'automòbils, 5 d'empreses de transport, 6 d'empreses d'hostatgeria i restauració, 4 d'empreses financeres, 2 d'empreses immobiliàries, 3 d'empreses de serveis, 19 d'entitats de l'administració pública i 8 d'empreses classificades com a «altres activitats de serveis».
Dels 25 establiments de servei als particulars que hi havia el 2009, 1 era una gendarmeria, 1 oficina de correu, 3 oficines bancàries, 2 tallers de reparació d'automòbils i de material agrícola, 1 autoescola, 2 paletes, 2 guixaires pintors, 3 lampisteries, 1 electricista, 5 perruqueries i 4 restaurants.
Dels 15 establiments comercials que hi havia el 2009, 1 era una gran superfície de material de bricolatge, 3 fleques, 2 carnisseries, 1 una peixateria, 2 botigues de roba, 1 una botiga d'electrodomèstics, 1 una botiga de mobles, 1 una botiga de material de revestiment de parets i terra i 3 floristeries.
L'any 2000 a Montcornet hi havia 8 explotacions agrícoles que ocupaven un total de 700 hectàrees.

## Equipaments sanitaris i escolars
El 2009 hi havia 1 farmàcia i 1 ambulància.
El 2009 hi havia una escola elemental. Montcornet disposava d'un col·legi d'educació secundària amb 266 alumnes.

## Poblacions més properes
El següent diagrama mostra les poblacions més properes.